# Battaglia di Togbao
La Battaglia di Togbao (o di Niellim), episodio delle guerre coloniali francesi, fu uno scontro avvenuto il 17 luglio 1899 fra una colonna militare guidata da Henri Bretonnet e il signore della guerra Rabih al-Zubayr. La battaglia fu vinta da quest'ultimo, che annientò la colonna francese.
Il 10 ottobre 1898 una spedizione militare francese, comandata dal tenente di vascello Henri Bretonnet e dal tenente Solomon Braun, partì dalla Francia diretta in Ciad, nei territori ai tempi sotto il dominio del signore della guerra e mercante di schiavi Rabih al-Zubayr.
Poco dopo la partenza di Bretonnet, giunse la notizia che Rabih al-Zubayr stava attaccando Abd al-Rahman Gaourang II, sultano del Regno di Baguirmi, con il quale il capitano Émile Gentil aveva sottoscritto un'alleanza pochi mesi prima. Fu quindi ordinato a Bretonnet di raggiungere il fiume Chari, di riunirsi con le truppe del Baguirmi e di attendere istruzioni e rinforzi. La missione di Bretonnet aveva anche il compito di lìberare Ferdinand de Béhagle, esploratore francese prigioniero di Rabih.
La colonna fu organizzata a Brazzaville, passò da Ndélé nel maggio del 1899 e raggiunse il 15 giugno 1899 Kouno, dove incontrò Gaourang e stabilì l'accampamento. L'8 luglio 1899 Bretonnet scrisse una lettera a Émile Gentil, al comando di un'altra spedizione che stava sopraggiungendo: nella lettera dichiarò che non credeva alle voci che affermavano che Rabih in persona stesse marciando verso Kouno, ma comunque chiedeva a Gentil di inviargli a rinforzo il capitano Julien, con la sua compagnia forte di 130 uomini.
Anche quando Bretonnet dovette ammettere che Rabih stava puntando su Kouno, egli ne sottostimò grossolanamente le forze, affermando in una delle sue ultime lettere che le truppe di Rabih erano disponevano solo di moschetti obsoleti. Rabih invece aveva, secondo Gentil, un migliaio di fucili a ripetizione, 500 fucili ad avancarica e almeno 1500 altre armi da fuoco.
Quando Rabih, il 16 luglio 1899, arrivò a Kouno, poteva contare su 2700 uomini armati di fucile e su 10000 ausiliari armati di lance ed archi. Contro di questi la missione Bretonnet non aveva speranza: era costituita da cinque francesi, 44 tirailleur senegalesi, due arabi, 20 bakongo armati, 3 cannoni e 400 guerrieri del Baguirmi agli ordini di Gaouarang.
Bretonnet scelse di lasciare Kouno e di posizionarsi sulle vicine colline di Togbao, utilizzandone le pendici per rafforzare la sua posizione difensiva. Il mattino del giorno seguente, 17 luglio 1899, Rabih attaccò; il primo attacco fu respinto, ma Solomon Braun fu ucciso e Bretonnet ferito così gravemente che fu costretto a cedere il comando al tenente Durand-Autier. Anche il secondo attacco fu respinto, ma i guerrieri del Baguirmi furono costretti ad abbandonare la loro posizione e a fuggire. A questo punto arrivò il terzo e ultimo attacco, che annientò la colonna Bretonnet. Gaourang, ferito, si salvò fuggendo con i suoi guerrieri.
Della missione sopravvissero solo tre senegalesi, che furono fatti prigionieri e condotti da Rabih per essere interrogati. I tre cannoni di Bretonnet vennero catturati: furono ripresi dai francesi l'anno successivo, alla battaglia di Kousséri. Uno dei prigionieri, il sergente Samba Sall, riuscì a fuggire qualche giorno dopo la sua cattura e raggiunse il villaggio di Gaoura, dove il 16 agosto 1899 incontrò la missione Gentil, che fu così informata del disastro.
Per Rabih si trattò di una vana vittoria, che servì unicamente a rafforzare nei francesi la determinazione di sconfiggerlo. Tre distinte spedizioni marciarono verso il lago Ciad e si incontrarono a Kousséri, dove il 22 aprile 1900 si svolse una battaglia nella quale Rabih fu ucciso. A seguito della battaglia di Kousséri i francesi occuparono stabilmente il Ciad.